# 독일의 종교
독일의 종교 (2022년 추정)

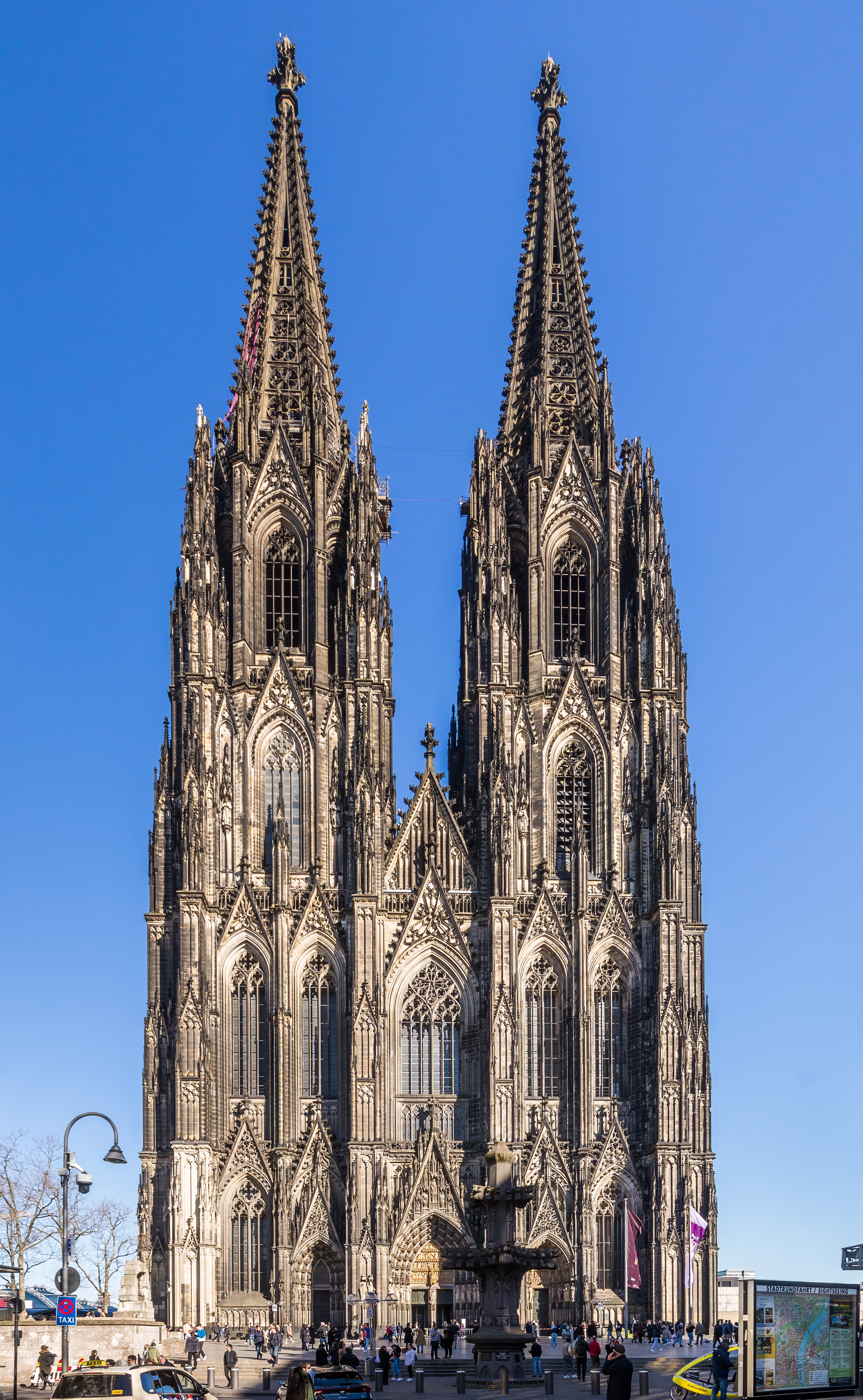
세계유산으로 등재된 쾰른 대성당의 모습.

그리스도교는 가장 큰 독일의 종교이다. 그리스도교는 서기 300년에 로마 제국의 지배를 받던 독일 지역에 가톨릭교회가 먼저 전해졌으며, 나머지 지역은 5세기 이후 프랑크인들을 비롯한 여러 게르만 부족들이 가톨릭으로 개종하면서 그리스도교화되었다. 독일은 8세기와 9세기에 걸친 카롤루스 지배 시기에 완전히 그리스도교화되었다. 이후 16세기 초 마르틴 루터에 의한 종교 개혁이 시작된 이후 많은 사람들이 로마 가톨릭교회를 떠나 루터교회, 칼뱅교회와 같은 개신교로 개종했다. 17세기와 18세기 독일의 여러 도시들은 교회의 입장에서 이단적이고 반종교적인 자유 사상의 중심지가 되었으며, 종교의 영향력에 도전하고 독일과 유럽 전역에 도덕의 세속적인 사고를 확산시키는 데 기여했다.
2022년, 독일 인구의 약 50.7%가 그리스도교도였고, 인구 전체의 47.4%는 가톨릭교회나 개신교회에 속했다. 독일의 그리스도교도의 절반은 로마 가톨릭교회 소속이며, 주로 독일 남부와 서부 지역에 가톨릭교도가 더 많다. 그리고 나머지 절반의 대부분은 독일 북부에 많은 독일 개신교도가 차지하며, 그 외의 나머지는 복음주의 자유 교회, 동방 정교회, 여호와의 증인 등에 속해 있다. 이슬람교를 믿는 무슬림이 독일에서 차지하는 비율에 대한 추정치는 3.6%에서 6.7% 사이로 다양하며, 그 외의 종교에는 불교, 유대교, 힌두교, 야지디교 등이 있다. 나머지 인구는 어떤 종교에도 속하지 않으며, 이들 중 대부분이 무신론주의자, 불가지론자와 무종교주의자이다. 한 조사에서는 독일에 거주하는 사람의 60%는 신이 있다고 믿고, 9%는 인간보다 더 높은 힘이나 영적인 힘이 있다고 믿으며, 나머지 27%는 신이나 그 어떤 영적인 힘이 있다고 믿지 않는다고 답했다. 또다른 조사에서는 독일 주민의 44%가 신이 있다고 믿고, 25%는 일종의 영적인 생명력이 있다고 믿으며, 27%는 어떤 종류의 영적인 생명력이나 신을 믿지 않는다고 답했다. 또한 주민의 35%가 자신의 종교나 신념을 갖고 있는 것으로 조사되었다. 2023년 입소스(IPSOS)의 종교에 대한 조사에 따르면, 독일인의 24%가 개신교도이고, 20%가 가톨릭교도인 것으로 나타났다.
독일인의 대략 절반은 종교를 가지고 있지 않다. 독일의 종교 인구통계는 지역과 나이에 따라 크게 다르며, 독일에는 계몽시대의 중심에 있었던 역사와 전후 공산주의를 겪었던 역사의 날카로운 분열이 있다. 무종교인은 일반적으로 베를린, 함부르크, 브레멘, 뮌헨, 쾰른과 같은 독일의 주요 대도시에서 다수를 차지하고, 1949년에서 1990년 사이 공산주의 정부의 지배를 받은 동독 지역에서는 무종교인이 70~80%를 차지한다. 공산주의 통치하에 있던 동독은 세계에서 가장 종교심이 낮은 지역입니다. 반면에, 같은 시기 서독이었던 서부 지역의 농촌 지역은 상대적으로 종교적이며, 일부 지역은 더욱 종교적이었다.

## 역사

### 토속 신앙과 로마인 정착 (기원전 1000~서기 300)

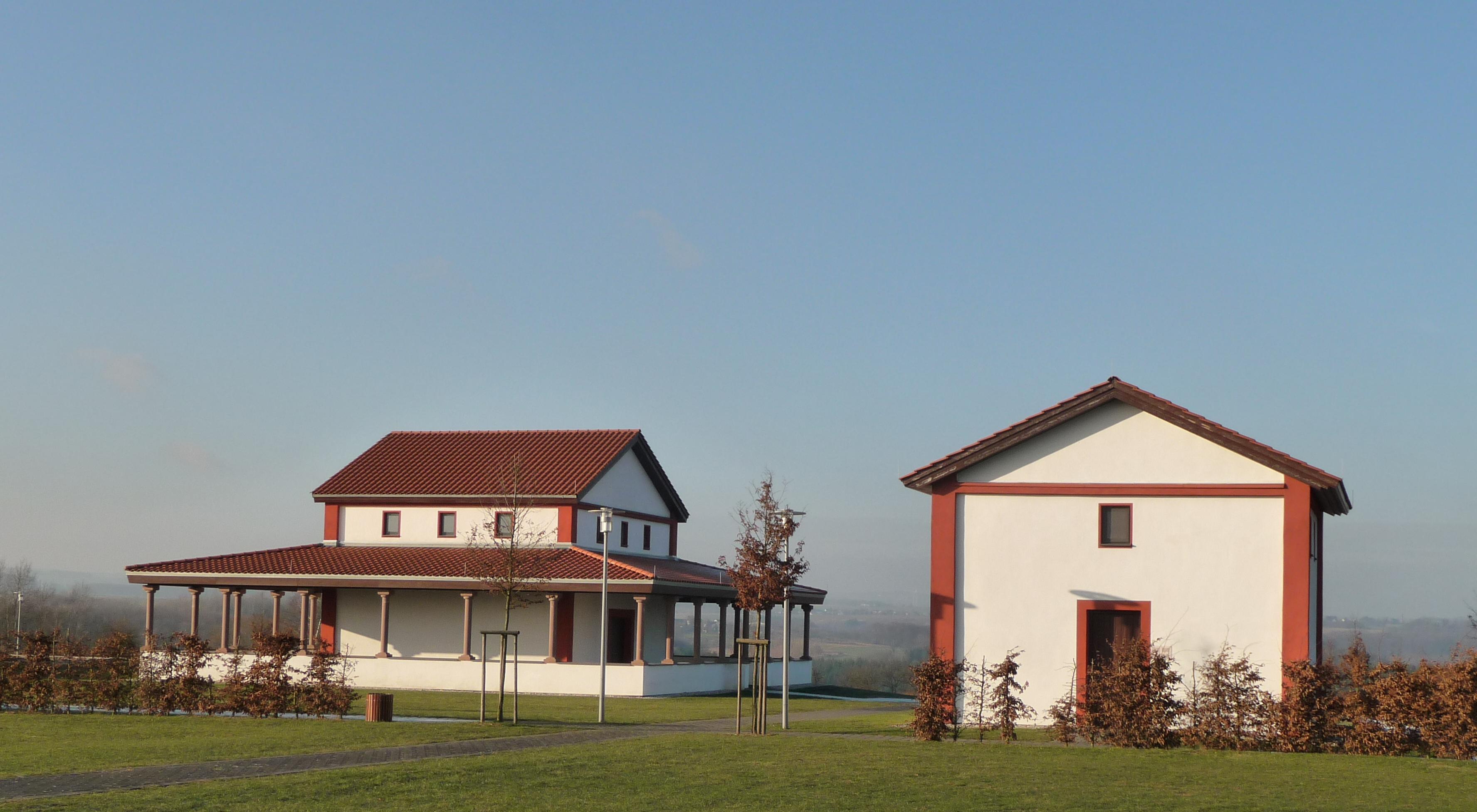
라인란트팔츠주 포메른에 재건축된 레누스를 숭배하는 갈리아-로마 사원의 모습.

고대 게르만의 고대 종교는 선사시대 독일과 스칸디나비아, 서기 1세기까지의 로마의 속주 게르마니아에서 믿어지던 다신교 종교였다. 여기에는 토르, 오딘, 프레이야, 발드르 등과 같이 노르드 신화와 공유되는 여러 신들이 포함되었다. 켈트 다신교와 갈리오-로마 통합 문화는 현대 독일의 서부와 남부 지역에서 믿어졌으며, 슬라브 다신교는 동부에서 믿어졌다.

### 로마 말기와 카롤루스 시기 (300~1000)
로마 제국의 지배를 받는 독일 영토에 초기 기독교가 소개되어 4세기 이후에 번성하기 시작했다. 이전에도 고대 로마 종교의 신전이 존재했으나, 로마 황제 콘스탄티누스 1세(306~337) 시기에 완성된 트리어의 아울라 팔라티나를 시작으로 많은 기독교 건축물이 지어졌다.
카롤루스 왕조 시기에 기독교는 독일 전역으로 퍼졌고, 특히 카롤루스 대제(768~814) 재위 시기에는 더욱 기독교화가 이루어졌다. 이 시기에 건축된 종교 건축물로는 카롤루스 대제 재위 시기에 메츠의 오도(Odo of Metz)가 건축한 아헨의 팔라티나 예배당이 있다.

### 종교 개혁 이전 중세 (1000~1517)
서유럽 대부분의 지역과 마찬가지로 독일 영토는 완전히 로마 가톨릭교회의 영향 아래에 있었으며, 교황과 신성 로마 황제의 종교적 억압이 이어졌다.

### 종교 개혁, 반종교개혁, 그리고 30년 전쟁 (1517~1648)

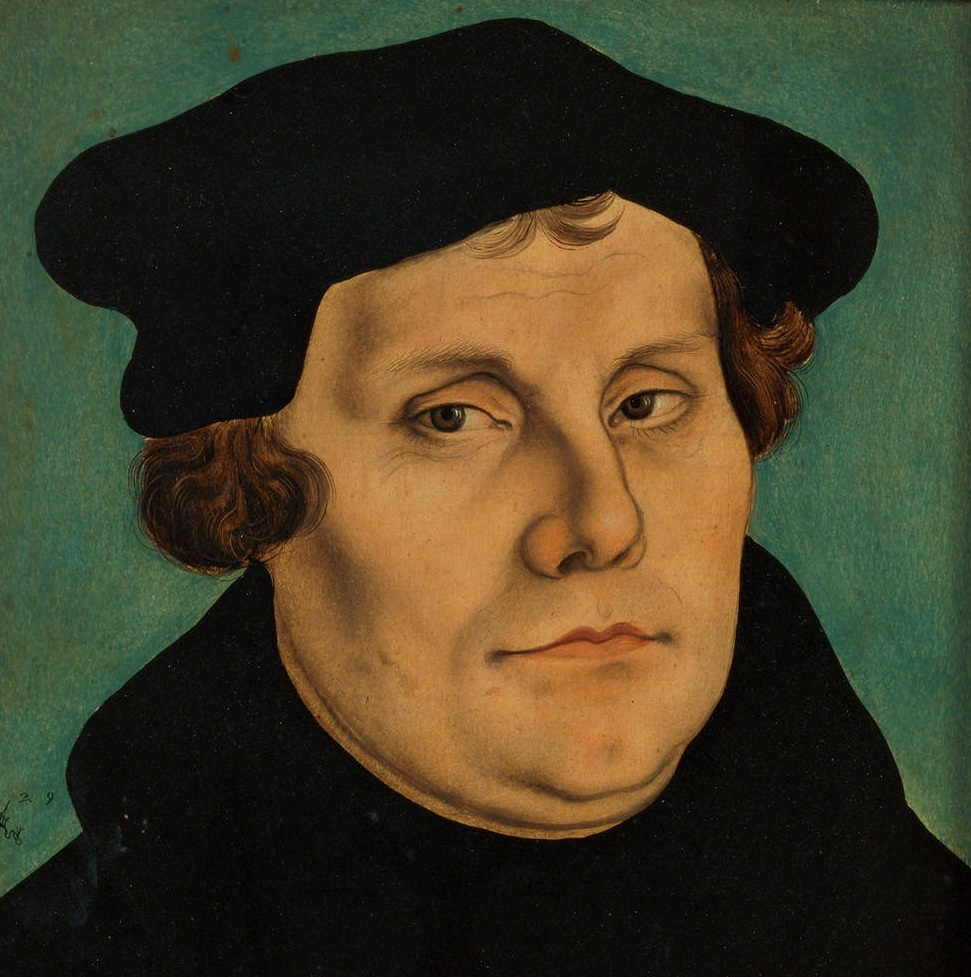
종교 개혁을 주도한 마르틴 루터(1483~1546)의 모습.

로마 가톨릭은 종교 개혁이 발생하기 전까지 신성 로마 제국에서 유일한 종교였다. 16세기 초에는 '교회의 종교 권력 오용'으로 인해 많은 불만이 재기되었으며, 개혁에 대한 열망이 생기기 시작했다. 1517년의 종교 개혁은 마르틴 루터가 가톨릭 교회 내의 부패와 잘못된 행위들을 고발하고 교황에 대한 반박을 담은 95개조 반박문을 공개하면서 시작되었다. 종교 개혁은 고위 성직자들이 권력을 오용하는 것과 교황권에 대해 동의하지 않다는 것을 보여주었다. 1521년 보름스 의회는 루터의 주장을 불법화했지만 이러한 루터의 주장은 유럽 전역으로 빠르게 확산되었다. 루터는 이전까지 라틴어로 되어 있던 성경을 독일어로 번역하여 현대 독일어의 기초를 세웠다. 여기서 흥미로운 사실은 루터가 성경 번역본에서 당시 독일어에서는 소수를 차지하여 중요하지 않았던 방언을 사용했다는 것이다. 성경 번역판이 출판된 이후로, 그가 사용한 방언은 현대 표준 독일어로 발전했다.
1529년 슈파이어 제국의회에서 루터교를 믿는 제후들의 항의와 더불어, 1530년 아우크스부르크 제국의회에서 루터교의 '아우크스부르크 고백'이 거부되면서 별도의 루터교 교회가 분리되었다.

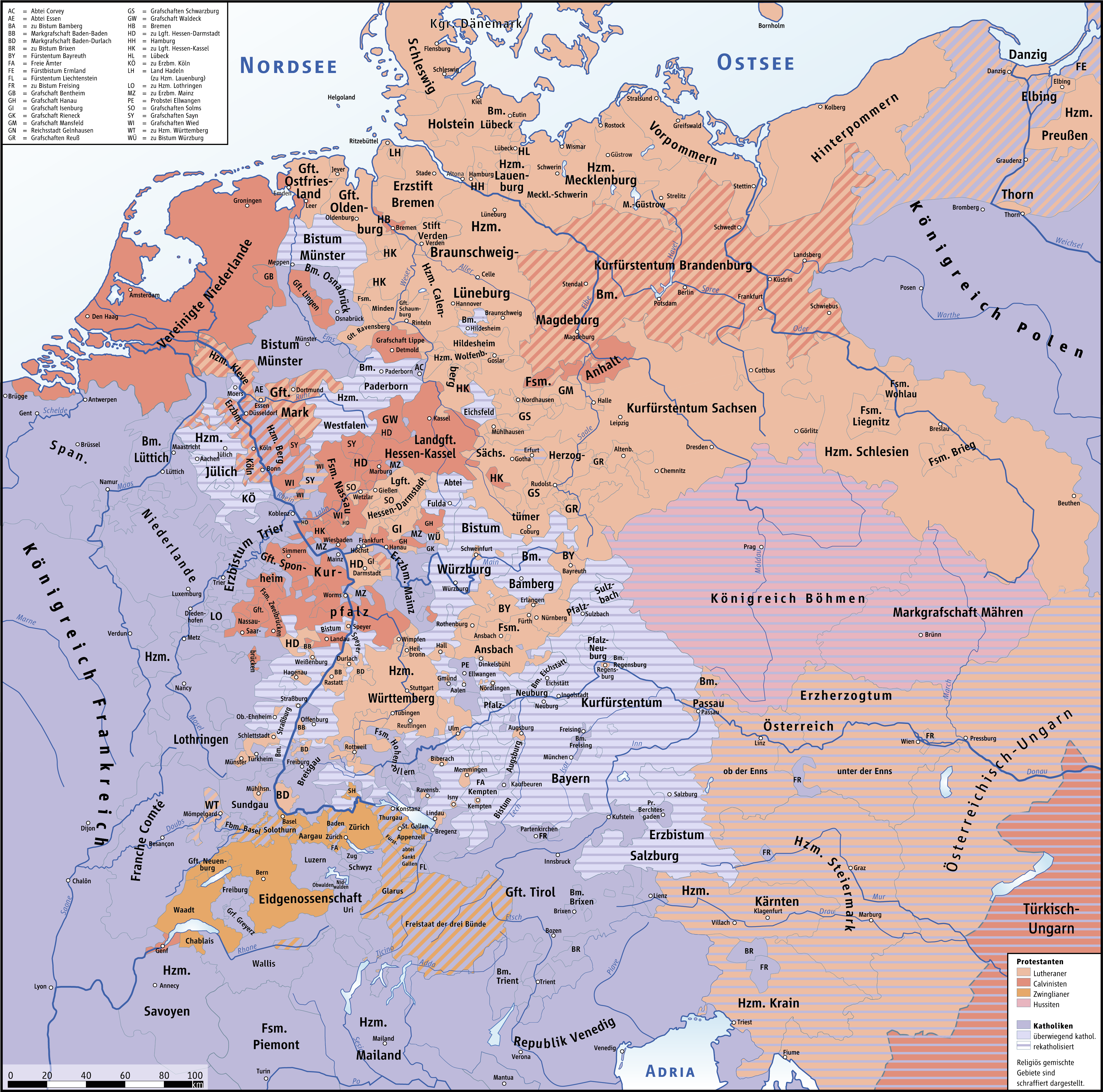
1618년 30년 전쟁의 발발로 인한 종교적 분열을 나타내는 지도.

1545년부터 독일에서 반종교개혁이 시작되었다. 이 개혁의 추진력의 대부분은 1539년 창립된 예수회에서 나왔으며, 이로 인해 바이에른 등의 여러 지역에서 가톨릭교의 영향력을 회복시켰다. 이러한 결과로, 신성 로마 제국 내의 종교는 다양해졌다. 일반적으로, 독일 북부와 중부 지역은 개신교(주로 루터교와 칼뱅교)가 되었으며, 독일 남부와 라인란트 지역의 대부분은 가톨릭의 영향 아래 남아 있었다. 1547년 신성 로마 황제 카를 5세는 개신교 제후와 도시들이 맺은 슈말칼덴 동맹을 격파했음에도 불구하고, 아우크스부르크 화의로 인해 루터교 신앙이 인정되었다. 다만, 화의는 또한 군주의 신앙이 신하들의 신앙이 되어야 함(Cuius regio, eius religio)을 규정했다.
1608년과 1609년 사이에 개신교 제후동맹과 가톨릭 동맹이 결성되었다. 이로 인하여 유럽 역사상 가장 파괴적인 전쟁 중 하나인 30년 전쟁(1618~1648)이 발발했으며, 전쟁은 주로 독일 땅에서 펼쳐졌지만 대부분의 유럽 국가가 전쟁에 참여했다. 이는 개신교와 가톨릭이 모두 관련된 종교적 갈등이었다.

### 30년 전쟁 이후와 개신교 개혁교회 (1648~1871)

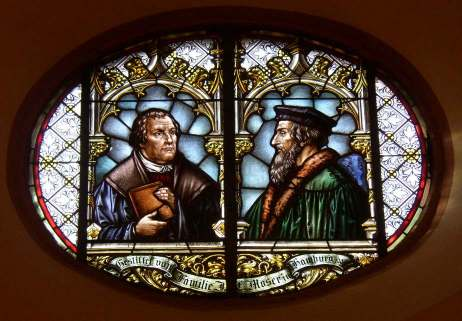
1821년 바덴 대공국의 루터교와 개신교 개혁교회를 기념하며 마르틴 루터와 장 칼뱅이 새겨진 비슬로흐 마을 교회의 유리창.

1814년 이후 2가지 주요 사건이 독일의 종교를 재편했다. 그것은 대규모 루터 교회와 소규모의 개신교 개혁교회를 통합하려는 운동이며, 교회 스스로가 바덴, 나사우, 바이에른에서 일으켰다. 그러나 프로이센의 프리드리히 빌헬름 3세는 교회와의 협의 없이 전적으로 자신의 방식으로 통합을 처리하기로 결정했다. 그의 목표는 개신교 교회를 통합하고, 표준화된 단일 전례, 조직, 건축을 도입하는 것이었으며, 장기적인 목표는 모든 개신교 교회를 완전한 왕권 하의 중앙 집중화하는 것이었다. 수십 년에 걸친 여러 선언문들을 통해 프로이센 연합 개신교 교회가 형성되었으며, 이 결과로 더 많은 루터교도들과 소수의 개혁 개신교도들이 연합 개신교회에 속했다. 또한 프로이센 정부는 교회를 완전히 통제하기 되었고, 왕 자신이 주요한 주교로서 인정되었다. 독일의 통일을 반대하는 주장은 루터 시대부터 신학적이고 전례적인 형식을 따랐던 프로이센과 슐레지엔의 '구식 루터파'로부터 나왔다. 정부는 이들을 탄압하려 했고, 결국 수만 명에 달하는 이들은 남오스트레일리아와 미국으로 이주하여 루터교회 미주리시노드를 결성했다. 그러나 1845년 새로 프로이센 왕위에 오른 프리드리히 빌헬름 4세는 일반적인 사면을 제안하고, 구식 루터파들이 명목상의 정부 통제만으로 자유 교회를 형성할 수 있도록 허용해주었다.
전형적인 가톨릭, 혹은 개신교의 종교적 관점에서 볼 때, 당시 시기는 교회의 예식보다 개인에 집중하는 훨씬 더 개인화된 종교라는 측면에서 큰 변화가 진행되고 있었다. 특히 18세기 후반의 합리주의에 반대하여, 사악, 구원, 신비와 기독교 계시에 대한 고찰의 측면에서 개인의 심리와 감정이 새롭게 강조되었다. 개신교에서는 경건주의적인 부활이 흔했으며, 가톨릭교도들 사이에서는 대중적인 순례의 횟수가 급격히 증가했다. 1844년에 50만 명의 순례자들이 '예수의 매끄러운 옷'을 보기 위해 라인란트의 트리어를 순례했다. 독일의 가톨릭 주교들은 역사적으로 로마 교황으로부터 대체적으로 독립되어 있었지만, 당시 로마 교황은 독일의 가톨릭교도들에 더 많은 영향을 가졌으며, 이러한 교황에 충성하는 가톨릭교도들은 '울트라몬타니즘'을 주장했다. 1837~1838년에 가톨릭교도가 대다수였던 라인란트에서, 어머니는 가톨릭교도이고 아버지는 개신교도인 혼혈 자녀의 종교적 교육에 대해 어떻게 할 것인지 날카로운 논쟁이 벌어졌다. 프로이센 정부는 이전까지 우세하던 부모들이 결정을 내릴 수 있도록 허용했던 나폴레옹 법에 반하여 이 자녀들은 개신교도로 교육하도록 하는 법을 통과시켰으며, 이로 인해 가톨릭 대주교가 가택연금되었다. 1840년에 새로운 프로이센 국왕인 프리드리히 빌헬름 4세는 화해를 모색했고 가톨릭의 요구를 대부분 받아들임으로써 논쟁을 종식시켰다. 그러나 가톨릭교도들은 믿을 수 없는 정부에 맞써 스스로 단결해야 한다는 의식을 갖게 되었다.

### 문화투쟁과 독일 제국 (1871~1918)

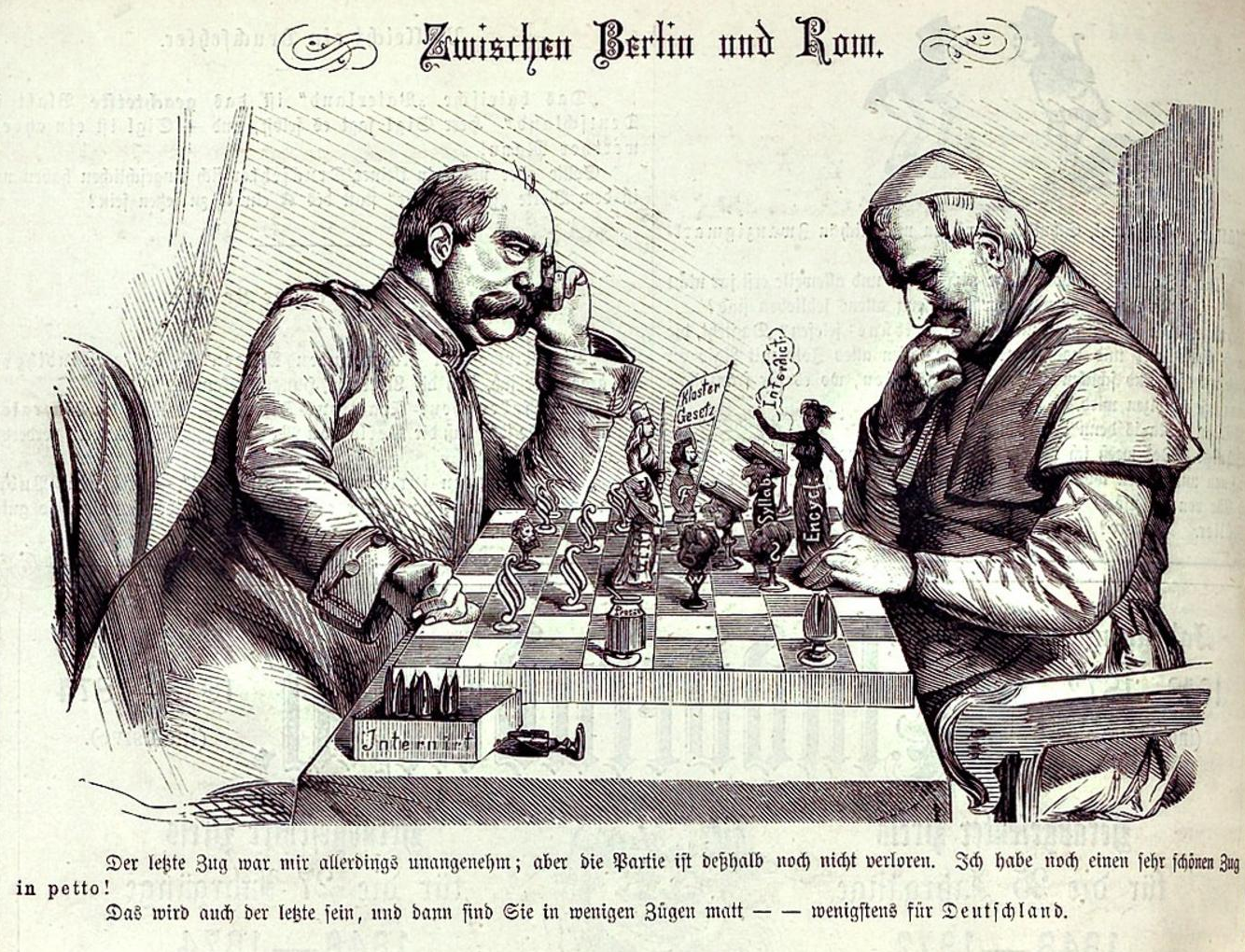
《베를린과 로마 사이》라는 제목의 오토 폰 비스마르크(왼쪽)와 교황 비오 9세를 담은 1875년 풍자화.

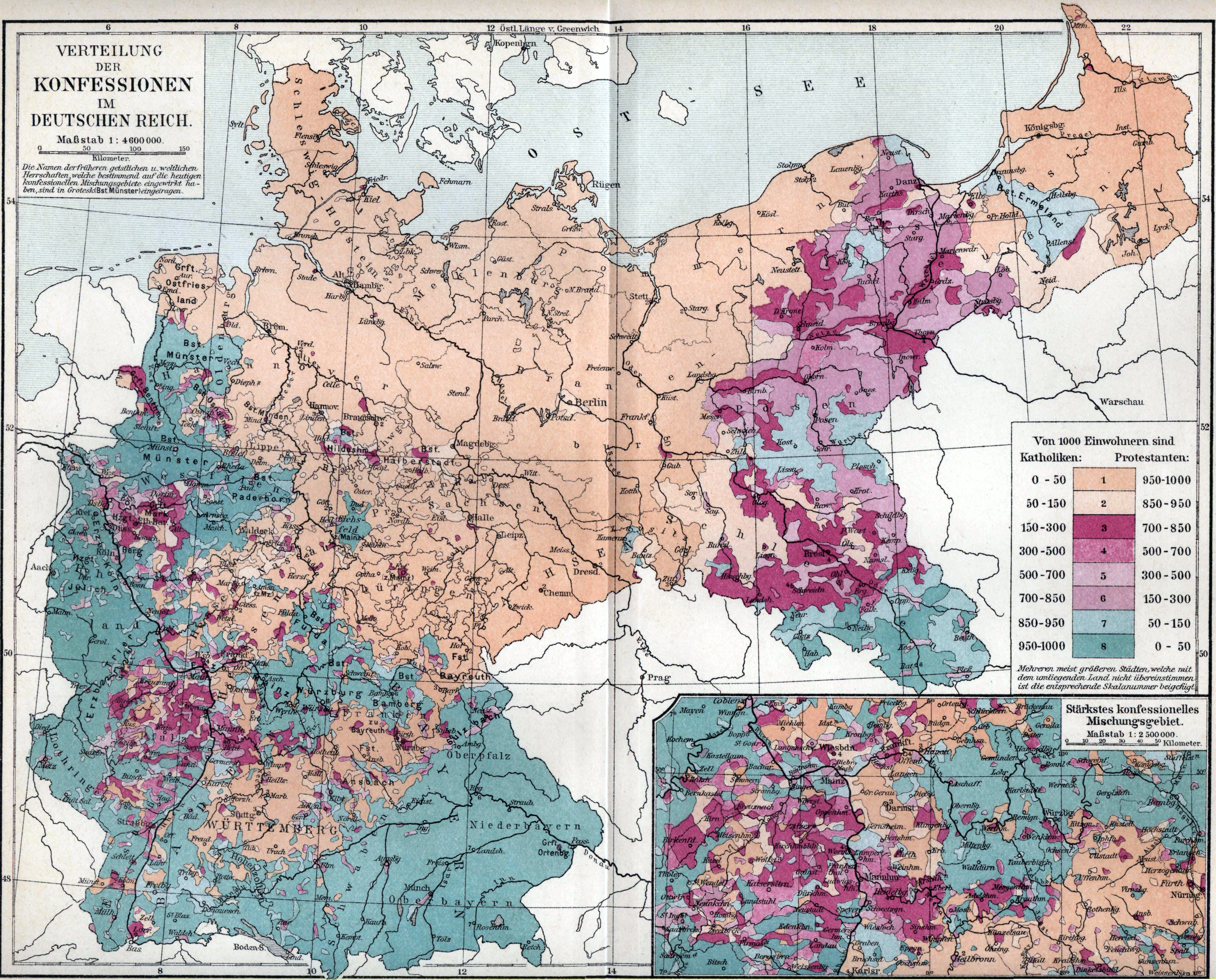
1895년 독일 제국의 종교적 상황을 나타내는 지도. 황갈색, 보라색, 분홍색 지역은 주로 개신교를 믿는 지역이며, 연보라색과 파란색 지역은 주로 가톨릭을 믿는 지역을 나타낸다.

오토 폰 비스마르크는 독일 정부 이외의 어떠한 종교적 권리를 용납하지 않았고, 교황과 가톨릭교회의 권력에 맞써 문화투쟁(Kulturkampf) 정책을 펼쳤다. 이는 가톨릭교회를 반동의 보루이자 가장 큰 적으로 인식한 독일의 자유주의자들에게 큰 지지를 얻었다. 이에 가톨릭 세력은 자유주의자들을 적대시하며 독일 중앙당을 창당했다.
가톨릭교도들은 전체 인구의 약 3분의 1에 달했지만 과거의 프로이센 정부에서 주요 직책을 가지는 것이 거의 허용되지 않았다. 1871년 독일의 통일 이후에는 가톨릭교도에 대한 체계적인 숙청이 이루어졌다. 모든 경찰 업무를 위임받은 독일의 내무부에서, 유일한 가톨릭교도는 소식 전달 소년뿐이었다.
독일 제국은 성직자가 정치적 문제를 논의하는 것을 범죄로 규정하는 '설교단법'(Kanzelparagraph)을 1871년 통과시켰으며, 1872년에는 '예수회법'(Jesuitengesetz)을 통과시켜 예수회를 독일 외부로 몰아냈다. 1873년 프로이센의 총리 오토 폰 비스마르크는 추가적인 반교회 정책을 취했다. 공립학교 입학, 출생, 결혼, 사망 등의 등록이 종교적 기관에서 정부 기관으로 이관되었으며, 독일인들은 등록을 통해 종교 소속을 변경할 수 있게 되었다. 독일 전역에서 비슷한 정책이 펼쳐졌다. 거의 모든 가톨릭 주교, 성직자, 평신도들은 새 법률의 합법성을 거부했으며, 비스마르크 내각의 점점 더 강해지는 탄압과 처벌에 맞써 싸웠다. 안소니 슈타인호프(Anthony Steinhoff)는 탄압으로 인한 총 사상자 수를 다음과 같이 적었다:
1878년 현재, 프로이센 교구 8개 중 3개에만 주교가 남아 있었고, 4,600개의 교구 중 1,125개의 교구에 아무것도 남아 있지 않았으며, 거의 1,800명의 사제들이 갇히거나 국외로 추방당했다. ...마지막으로, 1872년에서 1878년 사이에 수많은 가톨릭 신문들이 압수되었고, 가톨릭 협회와 집회들이 해산되었으며, 가톨릭교도 공무원들은 오직 '울트라몬타니즘'에 동정심을 갖고 있다는 구실만으로 해고되었다.

영국 대사 오도 러셀(Odo Russell)은 1872년 10월 영국 정부에 비스마르크의 정책이 독일의 가톨릭 내부에서 '울트라몬타니즘'을 강화한다며 역효과를 내고 있다고 다음과 같이 보고했다:
독일에서 정치적으로 무력하고 신학적으로 로마 교황에 반대했던 독일의 주교들은 지금까지 평화적으로 누렸던 자유에 대한 비스마르크의 협의 없는 반종교 선언 덕분에 이제 독일에서 강력한 정치 지도자가 되었고, 단결하고 규율을 지키며 순교를 갈망하는 무류한 로마 교황의 열정적인 옹호자가 되었다.

비스마르크는 가톨릭교회의 결의를 과소평과했으며, 이 문화투쟁이 수반할 극단적인 상황을 예측하지 못했다. 가톨릭교회는 가혹한 새로운 법률들이 가톨릭을 저격한 것이라며 비난하고 독일 전역의 일반 유권자들의 지지를 얻었다. 다음 선거에서 중앙당은 제국 의회 의석의 4분의 1을 차지했다. 갈등은 1879년 2가지 이유로 끝났다. 첫 번째 이유는 교황 비오 9세가 1878년에 사망하고 보다 화해적인 교황 레오 13세가 그 뒤를 이었기 때문이다. 두 번째 이유는 비스마르크가 자신의 관세 변경 정책으로 인해 국민자유당과의 동맹이 종료되고 사회민주당이 새로운 위협으로 등장한 이후 의회의 지원을 모색하기 시작했기 때문이다. 교황 레오 13세와의 협상에 이어 평화가 회복되었으며, 주교들이 복귀했으며 투옥된 성직자들은 석방되었다. 반가톨릭 법률들은 대부분 완화되거나 철회되었지만, 예수회법은 1917년까지, 설교단법은 1953년까지 폐지되지 않았다. 학교, 시민, 결혼 등록과 종교와 정부의 분리에 관한 변경 사항은 현재까지도 그대로 유지되었다. 이후 독일 중앙당은 힘을 키워 사회주의자들을 공격하는 비스마르크의 동맹이 되었다.

### 바이마르 공화국과 나치 독일 (1918~1945)

1925년 인구 조사에 따른 독일의 종교적 상황 지도.

1919년 국가 헌법은 새로 형성된 바이마르 공화국에는 국교가 없으며 종교의 자유를 보장한다고 규정했는데, 이 헌법 이전에는 종교의 자유가 각 주 헌법에서만 언급되었다. 이후로 개신교와 가톨릭은 법 앞에 평등했고, 자유로운 사상을 꽃피웠다. '독일 자유사상 연맹'(Deutscher Freidenkerbund)은 1933년 5월 나치당에 의해 해체되기 전까지 약 50만 명에 달하는 회원을 확보했으며, 이들 중 대부분은 무신론자였다.
1933년 1월, 아돌프 히틀러의 나치당이 권력을 장악했을 때, 이들은 삶의 모든 분야에 국가의 권력이 닿아야 한다고 주장하려고 했다. 제국종교협약(Reichskonkordat)은 가톨릭 교회를 정치에서 무력화시켰다. 친나치 게르만 기독교인(Deutsche Christenbewegung)과 독일 복음주의 교회 연맹이 제국 개신교 교회로 강제 합병됨에 따라, 개신교 세력은 국가의 통제 아래 놓였다. 1936년 말 '점진적인 관계 악화' 이후 나치당은 '교회 탈퇴 운동'(Kirchenaustrittsbewegung)을 개시했다. 교회 소속 자격을 취소하라는 상명하달은 없었지만 일부 나치당원들이 자발적으로 그렇게 하기 시작했고, 다른 당원들은 자신의 '모범적인 행동'을 다른 사람들에게 따르도록 압력을 가했다. 교회를 떠난 사람들은 고트글레우비겐(Gottgläubig)로 지정되었다. 이들은 더 영적인 힘, 게르만 민족에 특별한 관심을 갖고 있는 창조주를 믿었지만 어떠한 교회에도 속하지 않은 동시에 무신론자도 아니었으며, 많은 사람들이 게르만 신교도였다. SS국가지도자 하인리히 힘러가 추진한 고트글로이비히 운동은 다른 운동들에 비해 상대적으로 작은 규모로 진행되었으며, 1939년에 독일인의 3.5%만이 고트글레우비겐으로 식별되었다. 94.5%의 압도적인 다수가 개신교나 가톨릭교도로 남아 있었고, 단지 1.5%만이 신앙을 고백하지 않았다. 1933년부터 독일의 유대인들은 종교적, 인종적, 경제적 이유로 점점 더 소외되고 추방되고 박해당했다. 1941년부터 1945년 나치 독일이 멸망할 때까지 홀로코스트를 통해 적극적으로 학살당했다.

### 냉전과 현대 (1945~)

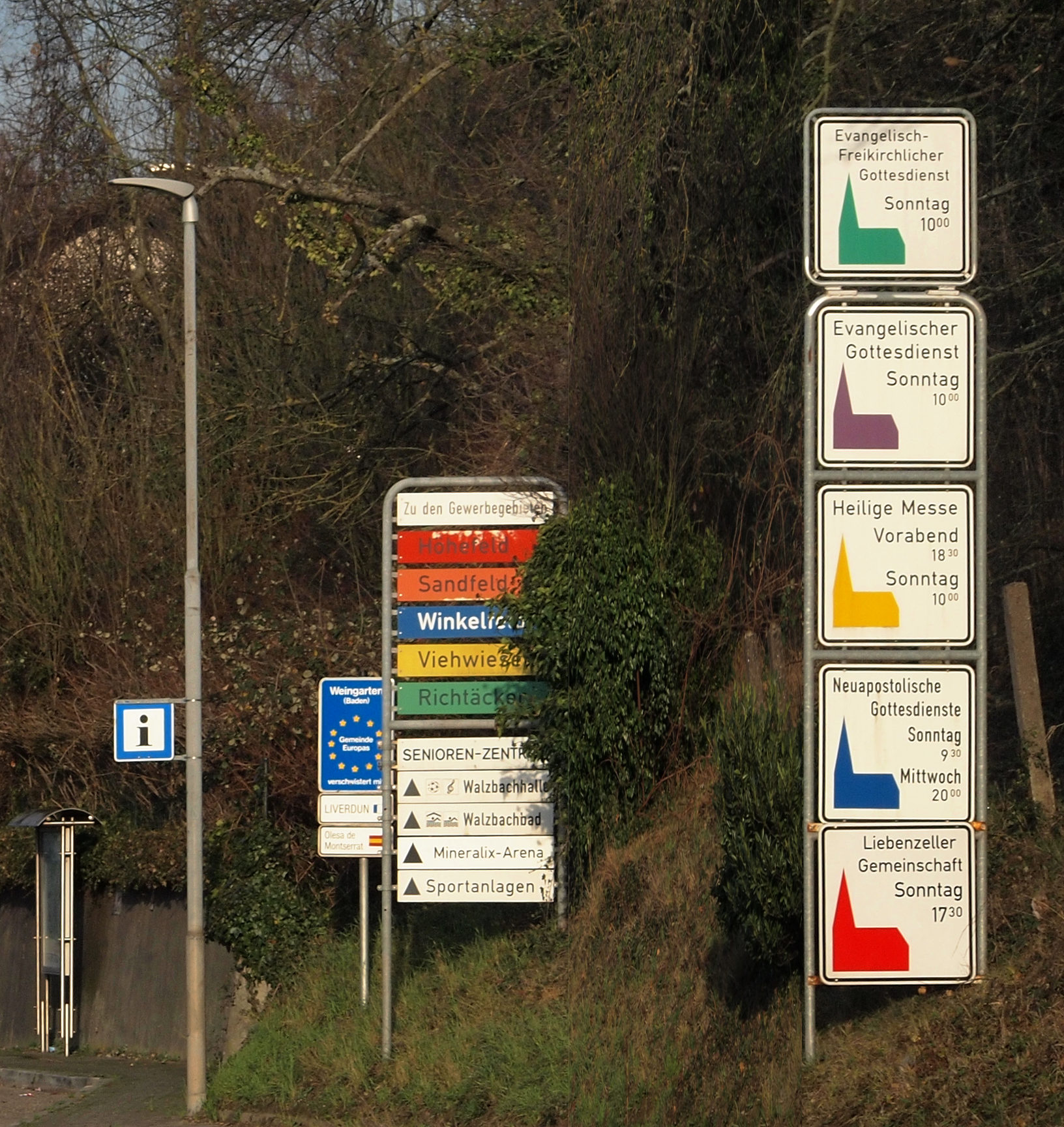
도로 표지판은 외부 방문자들에게 교회의 일반적인 예배 시간을 알려준다.

제2차 세계 대전의 영향으로 독일은 2개의 국가로 나누어졌다. 서독은 서방 연합국의 아래에, 동독은 소련 치하 동구권에 속해 있었다. 공식 명칭이 '독일 연방 공화국'인 서독은 1949년 종교의 자유를 보호하는 헌법을 채택하고 바이마르 헌법의 규정을 채택했고, 결과적으로 서독의 세속화는 동독에 비해 느리게 진행되었다. 공식 명칭이 '독일 민주 공화국'인 동독은 사회에서 종교의 영향력을 줄이기 위해 적극적으로 노력하는 공산주의 체제를 가졌다. 동독 정부는 기독교회를 제한하고 기독교인들을 차별했는데, 그 영향으로 21세기에 동베를린을 포함한 동부 독일 지역은 서부보다 덜 종교적이다.
독일에서 충분한 규모와 안전성을 갖추고 헌법을 준수하는 종교 공동체는 '법적 조합'(Körperschaften öffentlichen Rechtes)으로 인정받을 수 있으며, 이들에게는 특정한 특권을 부여한다. 예를 들어, 이 공동체는 공립 학교에서 종교적 교육을 제공할 수 있는 대신에, 연방중앙세무청에서 '교회세'(Kirchensteuer)라고 불리는 소득세의 8~9% 사이의 추가 세금을 걷는다. 이 지위는 주로 가톨릭교회, 주류 개신교회, 자유교회, 유대인 공동체에 적용되며, 다른 종교 공동체(무슬림과 같은)들도 이 지위를 허용하는 것에 대해서는 많은 논의가 이루어지고 있다.
2018년 독일의 주 니더작센주, 슐레스비히홀슈타인주, 함부르크, 브레멘은 종교 개혁 기념일인 10월 31일을 영구 공휴일로 지정했다. 공휴일 지정 계획은 2017년 종교 개혁 500주년을 기념하고, 독일 북부 지역의 주들이 남부 지역에 비해 휴일이 적기 때문에 이 날이 공휴일로 지정되어야 한다는 주장이 재기되면서부터 생겨났다.
2019년에 가톨릭 통신사는 독일 가톨릭교회가 2018년에 216,078명의 신도들을 순손실했다고 보도했으며, 독일 개신교회에서 약 22만 명의 신도들을 순손실했다고 밝혔다. 2019년 현재 가톨릭과 개신교회의 신도 수는 4,500만 명, 전체 인구의 53%에 달하지만, 인구통계학자들은 현재 추세가 지속된다면 2060년까지 그 수가 2,300만 명으로 떨어질 것이라고 예측한다. 2020년에는 독일 가톨릭교도 수가 약 40만 명 감소한 것으로 보고되었으며, 이는 자료 측정 역사상 최대 단일 연간 감소였다. 같은 해 개신교회 역시 약 44만 명의 신도들이 감소했다.

## 통계

2011년 인구 조사에서 본인 확인 질문을 통한 독일의 주요 종교.
푸른색: 개신교
초록색: 가톨릭
붉은색: 비종교, 혹은 무종교
비교적 어두운 곳은 50~75%가 다수를 차지하는 것을 뜻하고, 가장 어두운 곳은 75% 이상이 다수를 차지하는 것을 뜻한다.

오늘날 개신교도들은 독일 북부와 중부 지역에 집중되어 있고, 가톨릭교도들은 남부와 서부에, 무종교인들은 주로 동부 지역에 있으며 북부와 서부의 일부 대도시에서도 다수를 차지한다. 20세기 말과 21세기 초에 기독교가 쇠퇴하고, 구 동독의 국가 무신론주의로 인해, 독일 북동부 지역은 현재 대부분 불가지론자와 무신론자와 같이 종교적이지 않은 사람이 70%를 차지한다.
20세기 말과 21세기 초에 독일로의 이민으로 인해 동방 정교회와 이슬람교를 비롯한 새로운 종교들이 독일에 유입되었다. 정교회는 독일로 이주한 그리스인, 세르비아인, 러시아인, 루마니아인 등의 기타 공동체에서 실천되고 있다. 대부분의 무슬림들은 수니파지만, 소수의 알레비파와 시아파 등의 기타 소수 종파도 존재한다. 또한, 독일은 유럽에서 프랑스와 영국에 이어 3번째로 많은 유대인 인구를 보유하고 있다.

### 인구 조사
현대 독일에서는 여러 차례 인구 조사가 실시되었다. 종교 개혁부터 1960년대까지 독일 인구의 대다수는 개신교도였고, 인구의 대략 3분의 1은 가톨릭교도였다. 1960년대 이후 통일 독일에서 처음으로 실시된 2011년 인구 조사에 따르면, 종교 인구 지형은 크게 변화했다.
2011년 인구 조사에 따르면 기독교도은 전체 인구의 약 66.8%인 53,257,550명이 살고 있으며, 여기서 24,869,380명(31.2%)는 가톨릭교도, 24,552,110명(30.8%)은 개신교도, 714,360명(0.9%)은 자유 교회 신도, 1,050,740명(1.3%)은 동방정교도, 혹은 오리엔트 정교도였다. 그 외의 2.6%는 다른 기독교 종파에 속했다. 유대교도는 1,050,740명(0.1%)이었고, 그 외 4,137,140명(5.2%)은 그 외의 종교를 믿었다. 나머지 22,223,010명, 전체 독일 인구의 27.9%는 어떤 종교도 믿지 않거나 신도가 아니었다.
| 종교                       | 1910       | 1910 | 1925       | 1925 | 1933       | 1933 | 1939       | 1939 | 1946       | 1946 | 1950       | 1950 | 1960       | 1960 | 1990       | 1990 | 2001       | 2001 | 2011       | 2011 |
| 종교                       | 인구수     | %    | 인구수     | %    | 인구수     | %    | 인구수     | %    | 인구수     | %    | 인구수     | %    | 인구수     | %    | 인구수     | %    | 인구수     | %    | 인구수     | %    |
| -------------------------- | ---------- | ---- | ---------- | ---- | ---------- | ---- | ---------- | ---- | ---------- | ---- | ---------- | ---- | ---------- | ---- | ---------- | ---- | ---------- | ---- | ---------- | ---- |
| 기독교                     | 63,812,000 | 98.3 | 60,208,000 | 96.5 | 62,037,000 | 95.2 | 65,127,000 | 94.0 | 59,973,519 | 94.9 | 65,514,677 | 94.7 | 65,455,144 | 89.4 | 57,947,000 | 73.2 | 52,742,000 | 64.1 | 53,257,550 | 66.8 |
| –독일 개신교회와 자유 교회 | 39,991,000 | 61.6 | 40,015,000 | 64.1 | 40,865,000 | 62.7 | 42,103,000 | 60.8 | 37,240,625 | 59.0 | 40,974,217 | 59.2 | 39,293,907 | 53.7 | 29,422,000 | 37.2 | 26,454,000 | 32.2 | 25,266,470 | 31.7 |
| –가톨릭교회                | 23,821,000 | 36.7 | 20,193,000 | 32.4 | 21,172,000 | 32.5 | 23,024,000 | 33.2 | 22,732,894 | 35.9 | 24,540,460 | 35.5 | 26,161,237 | 35.7 | 28,525,000 | 36.1 | 26,288,000 | 32.0 | 24,869,380 | 31.2 |
| –동방 정교회               | -          | -    | -          | -    | -          | -    | -          | -    | -          | -    | -          | -    | -          | -    | –          | –    | –          | -    | 1,050,740  | 1.3  |
| –그 외의 기독교            | –          | –    | –          | –    | –          | –    | –          | –    | –          | –    | –          | –    | –          | –    | –          | –    | –          | –    | 2,070,960  | 2.6  |
| 유대교                     | 615,000    | 1.0  | 564,000    | 0.9  | 500,000    | 0.8  | 222,000    | 0.3  | -          | -    | -          | -    | -          | -    | –          | –    | –          | -    | 84,430     | 0.1  |
| 그 외                      | 498,000    | 0.7  | 1,639,000  | 2.6  | 2,681,000  | 4.0  | 3,966,000  | 5.7  | 623,956    | 1.0  | 752,575    | 1.1  | 1,089,673  | 1.5  | –          | –    | –          | -    | 4,137,140  | 5.2  |
| 무종교                     | -          | -    | -          | -    | -          | -    | 1,190,629  | 1.5  | 2,572,369  | 4.1  | 3,438,020  | 4.9  | 7,459,914  | 10.2 | –          | –    | –          | -    | 22,223,010 | 27.9 |
| 전체 인구                  | 64,926,000 | 100  | 62,411,000 | 100  | 65,218,000 | 100  | 69,314,000 | 100  | 63,169,844 | 100  | 69,187,072 | 100  | 73,178,431 | 100  | 79,112,831 | 100  | 82,259,540 | 100  | 79,652,360 | 100  |

표의 내용주
1. ↑  독일 제국의 국경.
2. 1 2 3  바이마르 공화국의 국경, 즉 1937년 12월 31일 이전의 독일 국경.
3. 1 2 3  1956년까지 자르 보호령을 제외한 독일 연방 공화국(서독)과 독일 민주 공화국(동독)의 집계된 자료이다.
4. ↑  인구 조사는 여러 해에 걸쳐 수행되었다. 서독의 조사는 1961년 6월 6일에, 동독의 조사는 1964년 12월 31일에 발표되었다.
5. ↑  1910년부터 1939년까지의 자료에는 비종교적 독일인, 비종교적 유대인, 비기독교인들이 포함되어 있었으며, 종교적 유대인은 별도로 계산되었다. 1939년부터 비종교인들은 별도로 집계되었다. 1946년부터 1960년대까지의 자료에는 별도로 유대인을 나누지 않았다.
6. ↑  동독의 비기독교 종교인들은 제외된다.
7. ↑  동독의 모든 비기독교 종교의 구성원들이 포함된다.

### 종교 단체 수치와 기타 추정치
독일의 종교 (2022년 각 종교의 교인수 자료를 이용한 추정)
독일의 주요 종교 단체들은 매년 기록된 교도 수를 발표한다.
그러나 일부 종교 단체만이 공식 회원에 대한 최신 수치를 공개하며, 이러한 종류의 자료는 해당 교회의 등록 교도들에게 세금을 부과하기 위해 수집된다. 세금은 전체 소득세의 9%(바덴뷔르템베르크주에서는 8%)이다. 종교 단체에서 탈퇴한 사람들은 추가로 종교 부가세를 납부할 의무가 없기 때문에, 많은 교도들은 세금을 덜 내기 위해 공식적으로 단체에 등록하지 않기로 결정한다. 한 연구에 따르면, 2018년에 종교 단체 등록을 취소한 사람의 44%가 교회세 납부를 피하기 위해 그러한 행동을 한 것으로 나타났다. 2017년 퓨 연구센터의 조사에 따르면, 어떤 교회에도 등록되어 있지 않은 사람들 중 약 20%가 자신을 기독교인이라고 생각한다. 이와 같은 이유로 공식 종교 단체의 교도 수와 단체 등록을 기반으로 한 종교 통계에 대해 비교 가능한 자료를 제공하는 2011년의 인구 조사에서 짖적한 것처럼, 자신을 가톨릭이나 개신교도라고 생각하는 실제 사람들의 수를 실제보다 적게 측정될 수 있다.
종교 단체들의 통계에 따르면 기독교는 독일에서 가장 큰 종교로, 2021년 기준 신자 수는 약 4,490만 명(52.7%)이며, 그 중 가톨릭은 2,160만 명(26.0%), 개신교는 1,970만 명(23.7%)이다. 또한 동방 정교회 교도는 160만 명으로, 전체 인구의 1.9%를 차지한다. 그 외의 소수 기독교는 모두 합쳐서 약 80만 명의 교도를 가지고 있으며, 이는 전체 인구의 1.1%를 차지한다.
독일에서 2번째로 큰 종교는 이슬람교로, 약 300만~480만 명(3.6%~5.7%)의 교도를 가지고 있으며, 이들 중 거의 대부분이 완전한, 혹은 부분적인 외국 배경을 가지고 있다. 소규모 종교 단체의 교도 수로는 불교의 27만 명(0.2%~0.3%), 유대교의 10만 명(0.1%), 힌두교의 13만 명(0.1%), 예지디교의 10만 명(0.1%)과 그 외의 기타 종교(0.4%)가 있다. 2021년 말 기준으로 독일 인구의 41.9%인 3,490만 명이 어떤 종교 단체나 종교에도 소속되어 있지 않다.

### 설문 조사
| 인구 비율 (우측) 자료 수집 (아래)    | 전체 기독교 | 기독교 종파 | 기독교 종파 | 기독교 종파    | 기독교 종파           | 무종교 | 기타 종교 | 기타 종교 | 기타 종교                 | 기타 종교                 |
| ------------------------------------ | ----------- | ----------- | ----------- | -------------- | --------------------- | ------ | --------- | --------- | ------------------------- | ------------------------- |
| 인구 비율 (우측) 자료 수집 (아래)    | 전체 기독교 | 가톨릭교    | 개신교      | 동방 정교      | 그 외의 기독교 소수파 | 무종교 | 이슬람교  | 유대교    | 불교                      | 그 외의 종교              |
| 유로바로미터 (2019년 9월)            | 61          | 30          | 24          | 2              | 5                     | 30     | 4         | 0         | 0                         | 4                         |
| 유로바로미터 (2018년 12월)           | 66.1        | 29.5        | 26.6        | 2.2            | 7.8                   | 27.6   | 3.7       | 0.1       | 0.7                       | 1.8                       |
| 독일 일반 사회 조사 (2018년)         | 63.2        | 29.1        | 31.9        | 1.5            | 0.7                   | 33.3   | 2.9       | 0.1       | 0.1                       | 0.3                       |
| 국제 사회 조사 프로그램 (2017년)     | 63.5        | 30.1        | 31.1        | 1.7            | 0.6                   | 33.4   | 2.5       | 0.1       | 0.1                       | 0.3                       |
| 폴리티바로미터 (2017년), 투표만 가능 | 66.1        | 32.4        | 33.7        | '그 외'에 포함 | '그 외'에 포함        | 29.9   | 2.2       | 0.04      | 1.6 (그 외의 기독교 포함) | 1.6 (그 외의 기독교 포함) |

독일 일반 사회 조사에서 조사한 2016년 독일의 종교
- 2017년 퓨 연구센터가 실시한 조사에 따르면, 독일 성인 인구의 71%가 자신의 현재 종교에 대해 물을 때 기독교라고 답하는 것으로 나타났다.[n] 같은 조사에서 독일의 기독교인의 대부분은 실천하지 않는 사람들[o]인 것으로 나타났다. 질문을 받은 사람들 중 5%는 기독교가 아닌 종교를 갖고 있으며, 24%는 종교가 없다고 밝혔다.[69]
- 2016년 독일의 폴리티바로미터에 의하면 투표권이 있는 성인 인구의 34.2%가 개신교, 31.9%가 가톨릭, 28.8%가 무종교, 2.5%가 이슬람교, 0.02%가 유대교, 1.8%가 그 외의 종교에 속해 있는 것으로 나타났다. 0.9%의 사람들은 이 질문에 대답하지 않았다.[70]
- 2016년 독일 일반 사회 조사에 따르면, 독일인의 64.5%가 기독교 교파에 속해 있다고 밝혔고, 전체 중 30.5%는 가톨릭, 29.6%는 개신교, 1.7%는 복음주의 자유 교회, 1.3%는 동방 정교, 1.4%는 그 외의 기독교 교파에 속했다. 무종교인이 전체 인구의 32.4%를 차지했고, 이슬람교도는 2.6%를, 그 외의 종교는 0.5%를 차지했다.[71]
- 2015년 유로바로미터에 따르면, 독일의 성인 인구의 72.6%가 기독교인인 것으로 나타났으며, 가장 큰 기독교 교파는 33.1%를 차지한 개신교였고, 가톨릭은 31.1%, 동방 정교회가 0.9%를 차지했으며, 그 외의 기독교 교파가 7.5%를 차지했다. 2.2%는 이슬람교도, 0.4%는 불교도, 0.1%는 유대교도, 1.3%는 그 외의 종교에 속했다. 추가로 인구의 23.5%는 종교적이지 않았으며, 무신론자는 12.8%, 불가지론자는 10.8%였다.[72] 한편, 2010년 유로바로미터 여론조사에서는 독일 시민의 44%가 "신이 있다고 믿는다"고, 25%는 "어떤 종류의 영혼이 생명력이 있다고 믿는다"라고, 27%는 "그 어떤 것도 믿지 않는다"고 답했다. 4%는 응답하지 않았다.[73]
- 2015년 세계 독립 네트워크/갤럽 국제 협회(WIN/GIA)의 여론 조사에 따르면,[74] 성인 시민의 34%가 자신이 종교적이라고 답했고, 42%는 종교적이지 않다고 답했으며, 17%는 무신론을 확신한다고 답했다. 7%는 응답하지 않았다.[75]
- 2018년 런던의 세인트 메리스 대학교의 베네딕토 16세 종교/사회 센터와 파리 가톨릭 연구소가 공동으로 2014-2016 유럽 사회 조사의 자료를 기반으로 독일인을 대상으로 실시한 연구에 따르면, 47%는 기독교인(개신교 24%, 가톨릭 20%, 정교회 2%, 그 외의 기타 기독교 종파 1%)이었고, 7%는 이슬람교도, 1%는 기타 종교, 45%는 무종교인이었다.[76] 자료는 첫 번째 질문 "자신이 특정 종교나 종파에 속한다고 생각하십니까?"에서 "그렇다"고 답한 이들에게 "어느 종교에 속하는가?"라는 두 번째 질문을 900명을 대상으로 하여 수집되었다.[77]

### 각 주별 종교
2016년 폴리티바로미터의 설문조사는 아래 표에서 나타난 바와 같이 투표할 자격이 있는 성인(18세 이상)을 대상으로 독일의 각 주의 종교에 관한 자료를 제공한다. 기독교는 무종교가 다수인 함부르크를 제외한 서부 독일의 지배적인 종교이며, 북부 독일은 전통적으로 개신교, 그 중에서도 특히 루터교가 지배했다. 독일 최북단의 슐레스비히홀슈타인주와 니더작센주는 독일에서 가장 루터교인의 비율이 높다. 남부 독일에는 가톨릭교도가 대다수이지만, 루터교 혹은 개신교 인구도 상당하다. 이는 거의 대부분이 개신교를 믿는 북부 독일과 대조적이다. 무종교 인구는 2012년 한 연구에서 조사된 30개 국가 중 종교가 가장 덜 믿어지는 지역인 동부 독일에 집중되어 있다.
| 2016년 각 주별 종교      | 개신교 | 가톨릭교 | 무종교 | 이슬람교 | 그 외 |
| ------------------------ | ------ | -------- | ------ | -------- | ----- |
| 바덴뷔르템베르크주       | 37.6%  | 40.6%    | 16.4%  | 2.5%     | 3.0%  |
| 바이에른주               | 23.4%  | 58.6%    | 15.6%  | 1.1%     | 1.3%  |
| 브란덴부르크주           | 24.9%  | 3.5%     | 69.9%  | 0.0%     | 1.5%  |
| 브레멘                   | 51.8%  | 7.8%     | 39.1%  | 0.0%     | 1.3%  |
| 이전 동베를린            | 14.3%  | 7.5%     | 74.3%  | 1.5%     | 2.4%  |
| 이전 서베를린            | 32.0%  | 12.4%    | 43.5%  | 8.5%     | 3.5%  |
| 함부르크                 | 34.3%  | 9.0%     | 44.1%  | 10.9%    | 1.7%  |
| 헤센주                   | 50.2%  | 21.7%    | 22.2%  | 3.8%     | 2.1%  |
| 니더작센주               | 53.8%  | 18.7%    | 24.1%  | 2.5%     | 0.9%  |
| 메클렌부르크포어포메른주 | 24.9%  | 3.9%     | 70.0%  | 0.3%     | 0.9%  |
| 노르트라인베스트팔렌주   | 30.9%  | 44.6%    | 18.1%  | 4.4%     | 2.0%  |
| 라인란트팔츠주           | 34.8%  | 42.4%    | 19.6%  | 1.0%     | 2.1%  |
| 자를란트주               | 22.3%  | 68.1%    | 8.2%   | 1.4%     | 0.0%  |
| 작센주                   | 27.6%  | 4.0%     | 66.9%  | 0.3%     | 1.1%  |
| 작센안할트주             | 18.8%  | 5.1%     | 74.7%  | 0.3%     | 1.2%  |
| 슐레스비히홀슈타인주     | 61.5%  | 3.2%     | 31.3%  | 2.2%     | 1.7%  |
| 튀링겐주                 | 27.8%  | 9.5%     | 61.2%  | 0.0%     | 1.5%  |
| 독일 전체                | 34.5%  | 32.2%    | 29.0%  | 2.5%     | 1.8%  |

### 신의 존재 유무에 대한 개인적 믿음
2017년 퓨 연구센터의 조사에 따르면, 독일 성인 인구의 60%가 신을 믿는 반면, 36%는 신을 믿지 않는다.
| 믿음                                                   | 전체 인구 % | 전체 인구 % |
| ------------------------------------------------------ | ----------- | ----------- |
| 신을 믿는다 (일신교)                                   | 60          | 60          |
| 절대적으로 신을 믿는다.                                | 10          | 10          |
| 상당히 확실하게 신을 믿는다.                           | 37          | 37          |
| 신을 믿지만, 너무 확실하지는 않다.                     | 12          | 12          |
| 신을 믿지만, 확신하지 못한다.                          | 1           | 1           |
| 더 높은 힘이나 영적인 힘을 믿는다. (이치주의)          | 9           | 9           |
| 신, 더 높은 힘, 영적인 힘을 모두 믿지 않는다. (무신론) | 27          | 27          |
| 잘 모르겠다. (불가지론) / 답변을 거부                  | 4           | 4           |

## 같이 보기
- 독일의 로마 가톨릭교회
- 독일 개신교회
- 독일의 이슬람교
- 독일의 무종교

### 내용주
1. ↑  Ληνός, 갈리아 동부에서 주로 숭배되던 켈트족의 치유의 신이다.
2. ↑  라이티아, 게르마니아 수페리오르, 게르마니아 인페리오르 지역
3. ↑  로마의 속주 갈리아 벨기카의 수도였다.
4. ↑  가톨릭 교회의 대사(면죄부) 판매와 같은 행위들을 포함한다.
5. ↑  Seamless robe of Jesus, 예수가 십자가에 못에 박히기 직언에 입었다고 전해지는 옷이다. 전통적으로 이 예복이 당시로부터 현재까지 보존되어 왔다고 주장된다.
6. 1 2  Ultramontanism, 로마 교황의 특권과 권력을 강조하는 가톨릭교회 내의 주장을 말한다.
7. ↑  이 종교적 기관에는 개신교 국교회 또한 포함되었다.
8. ↑  원문: As of 1878, only three of eight Prussian dioceses still had bishops, some 1,125 of 4,600 parishes were vacant, and nearly 1,800 priests ended up in jail or in exile. ...Finally, between 1872 and 1878, numerous Catholic newspapers were confiscated, Catholic associations and assemblies were dissolved, and Catholic civil servants were dismissed merely on the pretence of having Ultramontane sympathies.
9. ↑  원문: The German Bishops who were politically powerless in Germany and theologically in opposition to the Pope in Rome – have now become powerful political leaders in Germany and enthusiastic defenders of the now infallible Faith of Rome, united, disciplined, and thirsting for martyrdom, thanks to Bismarck's uncalled for antiliberal declaration of War on the freedom they had hitherto peacefully enjoyed.
10. ↑  완화법 1880~1883과 평화법 1886~1887이 통과되었다.
11. ↑  독일 헌법에서 이에 대해 명시되어 있지만, 일부 주들은 면제되었다.
12. ↑  주로 독일 개신교회에 속한 루터교도
13. ↑  여기에는 무신론자, 불가지론자, 알려지지 않은 종교를 믿는 사람들을 포함한다.
14. ↑  이 수치는 공식적으로 기독교회의 회원인지 여부에 관계가 없다.
15. ↑  '이 사람들'은 기독교인임을 밝히지만 교회 예배에 1년에 몇 번만 참석하는 사람들로 정의된다.
16. ↑  특히 뷔르템베르크 북부와 바덴과 프랑켄의 일부 지역(바이에른주 북부 지역)에서는 개신교도 수가 상당하다.
17. ↑  이 37%에는 신을 믿지 않지만 영적인 존재를 믿는 9%와, 그 어떤 것도 믿지 않는 27%가 포함된다.

### 참조주
1. 1 2 3  “Religionszugehörigkeiten 2022”.
2. 1 2 3  “Kirchenmitglieder: 47,45 Prozent”.
3. 1 2  Robert Kolb, Confessing the faith: reformers define the Church, 1530–1580 (Concordia Publishing House, 1991)
4. 1 2 3 4 5  “Zensusdatenbank – Ergebnisse des Zensus 2011 –Personen nach Religion (ausführlich) für Deutschland”. Statistische Ämter des Bundes und der Länder. 2011년 5월 9일. 2013년 6월 5일에 원본 문서에서 보존된 문서. 2017년 10월 23일에 확인함.
5. 1 2 3 4 5 6  “Religionszugehörigkeiten 2021”.
6. ↑  “BAMF-Forschungszentrum: Neue Studie Muslimisches Leben in Deutschland 2020 zeigt mehr Vielfalt” (독일어). 2021년 4월 28일에 확인함.
7. ↑  “Muslimisches Leben in Deutschland 2020” (독일어). 2021년 4월 28일에 확인함.
8. ↑  "Eastern and Western Europeans Differ on Importance of Religion, Views of Minorities, and Key Social Issues", Pew Research Center, 2018년 10월 28일. 2020년 10월 10일에 확인됨.
9. ↑  “Eurobarometer”. 《europa.eu》. 2021년 12월 26일에 확인함.
10. ↑  “Eurobarometer”. 《europa.eu》. 2021년 12월 26일에 확인함.
11. ↑  Global Religion 2023 - Religious Beliefs Across the World, Ipsos, Paris.
12. 1 2 3  Goddyn, Sophie L. (2014년 4월 29일). 《The Most Godless Region of the World: Atheism in East Germany》. Young Historians Conference. Portland State University. 2016년 9월 30일에 원본 문서에서 보존된 문서.
13. ↑  “Global Index of Religiosity and Atheism” (PDF). Gallup. 2017년 8월 2일에 원본 문서 (PDF)에서 보존된 문서.
14. ↑  Leerssen, Joep Leerssen (Spring 2016). “Gods, Heroes, and Mythologists: Romantic Scholars and the Pagan Roots of Europe's Nations” (PDF). 《History of Humanities》 1 (1): 71–100. doi:10.1086/685061. hdl:11245.1/5020749c-8808-435e-9251-137e66636e33. S2CID 191884337.
15. ↑  Pohlsander, Hans A. (4 Sep 2012) [20 July 2003]. "Constantine I (306 – 337 A.D.)" Rensselaer Polytechnic Institute. Accessed 15 May 2018.
16. ↑  Regents of the University of Michigan. "Historic Illustrations of Art and Architecture". University of Michigan Library. Accessed 15 May 2018.
17. ↑  John Lotherington, The German Reformation (2014)
18. ↑  Marvin R. O'Connell, Counter-reformation, 1559–1610 (1974)
19. ↑  Lewis W. Spitz, "Particularism and Peace Augsburg: 1555," Church History (1956) 25#2 pp. 110–126 in JSTOR
20. ↑  Wilson, Peter Hamish (2009). 《The Thirty Years War: Europe's Tragedy》. Cambridge, Massachusetts: Harvard University Press. 9쪽. ISBN 9780674036345. 2017년 6월 16일에 확인함. [...] it was not primarily a religious war. [...] Religion certainly provided a powerful focus for identity, but it had to compete with political, social, linguistic, gender and other distinctions. most contemporary observers spoke of imperial, Bavarian, Swedish, or Bohemian troops, not Catholic or Protestant, which are anachronistic labels used for convenience since the nineteenth century to simplify accounts. The war was religious only to the extent that faith guided all early modern public policy and private behaviour.
21. ↑  Christopher Clark,  Iron Kingdom  (2006) pp 412–19
22. ↑  Christopher Clark, "Confessional policy and the limits of state action: Frederick William III and the Prussian Church Union 1817–40." Historical Journal 39.04 (1996) pp: 985–1004. in JSTOR
23. ↑  Hajo Holborn, A History of Modern Germany 1648–1840 (1964) pp 485–91
24. ↑  Christopher Clark, Iron Kingdom  (2006) pp 419–21
25. ↑  Holborn, A History of Modern Germany 1648–1840 (1964) pp 498–509
26. ↑  Douglas W. Hatfield, "Kulturkampf: The Relationship of Church and State and the Failure of German Political Reform," Journal of Church and State (1981) 23#3 pp. 465–484 in JSTOR(1998)
27. ↑  John C.G. Roehl, "Higher civil servants in Germany, 1890–1900" in James J. Sheehan, ed., Imperial Germany (1976)  pp 128–151
28. ↑  Margaret Lavinia Anderson, and Kenneth Barkin. "The myth of the Puttkamer purge and the reality of the Kulturkampf: Some reflections on the historiography of Imperial Germany." Journal of Modern History (1982): 647–686. esp. pp 657–62 in JSTOR
29. ↑  Quoted in Edward Crankshaw, Bismarck (1981) pp 308–9
30. ↑  Quoted in Edward Crankshaw, Bismarck (1981) pp 308–9
31. ↑  John K. Zeender in The Catholic Historical Review, Vol. 43, No. 3 (Oct., 1957), pp. 328–330.
32. ↑  Rebecca Ayako Bennette, Fighting for the Soul of Germany: The Catholic Struggle for Inclusion after Unification (Harvard U.P. 2012)
33. ↑  Blackbourn, David (Dec 1975). “The Political Alignment of the Centre Party in Wilhelmine Germany: A Study of the Party's Emergence in Nineteenth-Century Württemberg” (PDF). 《Historical Journal》 18 (4): 821–850. doi:10.1017/s0018246x00008906. JSTOR 2638516. S2CID 39447688.
34. ↑  Ronald J. Ross, The failure of Bismarck's Kulturkampf: Catholicism and state power in imperial Germany, 1871–1887 (1998).
35. ↑  “Atheist Hall Converted: Berlin Churches Establish Bureau to Win Back Worshipers”. 《The New York Times》. 1933년 5월 14일. 2면. 2010년 9월 18일에 확인함.
36. 1 2 3  Steigmann-Gall, Richard (2003). 《The Holy Reich: Nazi Conceptions of Christianity, 1919–1945》. Cambridge: Cambridge University Press. 219쪽. ISBN 9780521823715. 2018년 1월 23일에 확인함.
37. ↑  Ziegler, Herbert F. (2014). 《Nazi Germany's New Aristocracy: The SS Leadership, 1925–1939》. Princeton, New Jersey: Princeton University Press. 85–87쪽. ISBN 9781400860364. 2018년 1월 23일에 확인함.
38. ↑  Encarta-encyclopedie Winkler Prins (1993–2002) s.v. "antisemitisme §2. Oorzaken"; "holocaust". Microsoft Corporation/Het Spectrum.
39. ↑  “Gottesdienstschilder jetzt für alle Religionsgemeinschaften” [Worship signs now for all religious communities] (독일어). Apd.info. 2008년 10월 20일. 2017년 4월 8일에 확인함.
40. ↑  Basic Law Art. 140
41. ↑  
Allinson, Mark (2000). 〈The churches' basis challenged〉. 《Politics and Popular Opinion in East Germany, 1945–68》. Manchester: Manchester University Press. 99쪽. ISBN 9780719055546. 2019년 12월 27일에 확인함. [...] the SED's basic outlook towards the churches remained constant, even though the New Course had forced a premature end to the first phase of the party's efforts to restrict religious influence over youth.
42. 1 2  “Germany”. Berkley Center for Religion, Peace, and World Affairs. 2011년 12월 28일에 확인함.
43. ↑  SPIEGEL, DER (February 2018). “Reformationstag: Norddeutschland soll einen neuen Feiertag bekommen - DER SPIEGEL - Job & Karriere”. 《Der Spiegel》.
44. ↑  “Catholic Church in Germany lost 200,000 members last year”. Catholic News Agency. 2019년 7월 22일. 2019년 8월 22일에 확인함. According to the German Bishops’ Conference, the Catholic Church in the country declined by 216,078 members last year. Protestant churches saw a similar drop, with 220,000 members leaving during that time period. [...] Some 53% of the country’s population remains either Catholic or Protestant, according to DW. Both churches currently have more than 20 million members. 
 However, the University of Freiburg predicted that membership in both churches will be cut in half by 2060, dropping from a combined total of 45 million currently to below 23 million in the next 40 years.
45. ↑  “Catholic Church in Germany lost a record number of members last year”. Catholic News Agency. 2020년 6월 26일. 2020년 6월 27일에 확인함.
46. ↑  “Zensusdatenbank – Ergebnisse des Zensus 2011”. 《ergebnisse.zensus2011.de》. 2016년 11월 10일에 원본 문서에서 보존된 문서. 2018년 5월 16일에 확인함.
47. 1 2 3 4  “REMID — Religionswissenschaftlicher Medien- und Informationsdienst” (독일어). 2017. 2008년 6월 25일에 원본 문서에서 보존된 문서. 2024년 1월 22일에 확인함.
48. ↑  《Muslimisches Leben in Deutschland》 [Muslim Life in Germany] (PDF) (독일어). Nuremberg: Federal Office for Migration and Refugees (German: Bundesamt für Migration und Flüchtlinge), an agency of the Federal Ministry of the Interior (Germany). June 2009. 97–80쪽. ISBN 9783981211511. 2011년 4월 30일에 원본 문서 (PDF)에서 보존된 문서. 2011년 12월 4일에 확인함.
49. ↑  Blake, Mariah (2006년 11월 10일). “In Nazi cradle, Germany marks Jewish renaissance”. Christian Science Monitor.
50. 1 2  “Bevölkerung nach Religionszugehörigkeit (1910–1939)” (PDF). 《Band 6. Die Weimarer Republik 1918/19–1933》. Deutsche Geschichte in Dokumenten und Bildern (독일어). Washington, DC: Deutschen Historischen Instituts.
51. 1 2  “Deutschland: Die Konfessionen” (독일어). FOWID. 2018년 1월 15일.
52. ↑  Bischofskonferenz, Deutsche. “Kirchliche Statistik”. 《dbk.de》 (독일어). 2019년 8월 27일에 확인함.
53. ↑  “Zahlen und Daten zu Kirchenmitgliedern”. 《www.ekd.de》 (독일어). 2019년 8월 27일에 확인함.
54. ↑  “Population change – Demographic balance and crude rates at national level”. 《Eurostat》. 1960–2019.
55. ↑  “Pressekonferenz "Zensus 2011 – Fakten zur Bevölkerung in Deutschland"” (PDF). 《DESTATIS》. 2013년 5월 31일. 2013년 11월 15일에 원본 문서 (PDF)에서 보존된 문서. 2019년 9월 5일에 확인함.
56. ↑  “ZENSUS2011 – Übersicht Fragebogen”. 《www.zensus2011.de》. 2019년 9월 5일에 확인함.
57. 1 2  Numbers and Facts about Church Life in the EKD 2021 Report. Evangelical Church of Germany. Retrieved 3 January 2022.
58. ↑  James (2017년 11월 5일). “What Is German Church Tax And How Do I Avoid Paying It?”. 《Live Work Germany》 (영국 영어). 2019년 8월 26일에 원본 문서에서 보존된 문서. 2019년 9월 4일에 확인함.
59. ↑  “Umfrageergebnis”. 《Kirchenaustritt.de》 (독일어). 2019년 9월 4일에 확인함.
60. ↑  “A Look at Church Taxes in Western Europe”. 《Pew Research Center's Religion & Public Life Project》 (미국 영어). 2019년 4월 30일. 2019년 9월 4일에 확인함.
61. ↑  “Zensusdatenbank – Ergebnisse des Zensus 2011”. 《ergebnisse.zensus2011.de》. 2016년 11월 10일에 원본 문서에서 보존된 문서. 2019년 9월 4일에 확인함.
62. ↑  “Zensusdatenbank – Ergebnisse des Zensus 2011”. 《ergebnisse.zensus2011.de》. 2016년 11월 10일에 원본 문서에서 보존된 문서. 2019년 9월 4일에 확인함.
63. ↑  “Study of BAMF 14. December 2016” (PDF).
64. ↑  “Special Eurobarometer 493, pages 229-230”. 《European Union: European Commission》. September 2019.
65. ↑  《Eurobarometer 90.4: Attitudes of Europeans towards Biodiversity, Awareness and Perceptions of EU customs, and Perceptions of Antisemitism》. European Commission. 2021년 5월 2일에 원본 문서에서 보존된 문서. 2019년 8월 9일에 확인함 – GESIS 경유.
66. 1 2  “Allgemeine Bevölkerungsumfrage der Sozialwissenschaften ALLBUS 2018”. 《zacat.gesis.org》. 2019년 8월 26일에 확인함.
67. ↑  “International Social Survey Programme: Social Networks and Social Resources – ISSP 2017”. 《zacat.gesis.org》. 2019년 8월 26일에 확인함.
68. ↑  “Politbarometer 2017 (Kumulierter Datensatz)”. 《zacat.gesis.org》. 2021년 2월 25일에 원본 문서에서 보존된 문서. 2019년 8월 26일에 확인함.
69. ↑  “Being Christian in Western Europe (survey among 24,599 adults (age 18+) across 15 countries in Western Europe)” (영어). Pew Research Center. 2018년 5월 29일. 2018년 6월 27일에 확인함.
70. ↑  “Konfession – weighted (Kumulierter Datensatz)”. 《Politbarometer 2016》: Question V312.F1. 2016. 2021년 5월 1일에 원본 문서에서 보존된 문서. 2024년 1월 23일에 확인함 – GESIS 경유. The survey was based on a sample of 30,599 people.
71. ↑  “Allgemeine Bevölkerungsumfrage der Sozialwissenschaften ALLBUS 2016”. 《GESIS – Leibniz Institute for the Social Sciences》 (독일어). 2016. 2020년 5월 26일에 원본 문서에서 보존된 문서. 2018년 9월 14일에 확인함.
72. ↑  European Commission (2015). Special Eurobarometer 84.3, Discrimination in the EU in 2015 보관됨 2017-10-25 - 웨이백 머신, Question sd3.F1, via GESIS
73. ↑  Eurobarometer Biotechnology report 2010 p.381
74. ↑  “Global Index of Religiosity and Atheism – 2012” (PDF). RED C Research & Marketing Ltd. 2012. 2012년 8월 12일에 원본 문서 (PDF)에서 보존된 문서.
75. ↑  “Losing our religion? Two thirds of people still claim to be religious” (PDF). WIN Gallup International. 13 April 2015. 30 April 2015에 원본 문서 (PDF)에서 보존된 문서.
76. ↑  Bullivant, Stephen (2018). “Europe's Young Adults and Religion: Findings from the European Social Survey (2014–16) to inform the 2018 Synod of Bishops” (PDF). St Mary's University's Benedict XVI Centre for Religion and Society; Institut Catholique de Paris. 2018년 3월 22일에 원본 문서 (PDF)에서 보존된 문서.
77. ↑  “European Social Survey, Online Analysis”. 《nesstar.ess.nsd.uib.no》. 2019년 2월 17일에 원본 문서에서 보존된 문서. 2018년 5월 14일에 확인함.
78. 1 2  “Konfession, Bundesland – weighted (Kumulierter Datensatz)”. 《Politbarometer 2016》: Question V312.F1. 2016. 2020년 4월 14일에 원본 문서에서 보존된 문서. 2017년 10월 24일에 확인함 – GESIS 경유. Description of study's sample.
79. ↑  Evangelische Kirche Deutschlands. “Kirchenmitgliederzahlen am 31.12.2010” (PDF). EDK. 2016년 5월 13일에 확인함.
80. ↑  “Belief about God across Time and Countries, Tom W. Smith, University of Chicago, 2012” (PDF).
81. ↑  “WHY EASTERN GERMANY IS THE MOST GODLESS PLACE ON EARTH”. Die Welt. 2012. 26 August 2012에 원본 문서에서 보존된 문서. 24 May 2009에 확인함.
82. ↑  “East Germany the "most atheistic" of any region”. Dialog International. 2012. 2009년 5월 24일에 확인함.
83. ↑  “Being Christian in Western Europe Topline (survey among 24,599 adults (age 18+) across 15 countries in Western Europe)” (PDF) (영어). Pew Research Center. 2018년 5월 29일. 2019년 5월 22일에 확인함.

### 추가 문헌
- Büttner, Manfred. "On the history and philosophy of the geography of religion in Germany." Religion 10#1 (1980): 86–119.
- Drummond, Andrew Landale. German Protestantism since Luther (1951).
- Eberle, Edward J. "Free Exercise of Religion in Germany and the United States." Tulane Law Review 78 (2003): 1023+.
- Elon, Amos. The Pity of It All: A History of Jews in Germany, 1743–1933 (2002).
- Evans, Ellen Lovell. The German Center Party, 1870–1933: A Study in Political Catholicism (Southern Illinois UP, 1981).
- Evans, Richard J. "Religion and society in modern Germany." European History Quarterly 12#3 (1982): 249–288.
- Fetzer, Joel S., and J. Christopher Soper. Muslims and the state in Britain, France, and Germany (Cambridge University Press, 2005). excerpt 보관됨 2015-07-07 - 웨이백 머신.
- Gay, Ruth. The Jews of Germany: A Historical Portrait (1992).
- Harrington, Joel F., and Helmut Walser Smith. "Confessionalization, community, and state building in Germany, 1555–1870." Journal of Modern History (1997): 77–101. online 보관됨 2023-05-22 - 웨이백 머신; JSTOR.
- Kastoryano, Riva. "Religion and incorporation: Islam in France and Germany." International Migration Review 38#3 (2004) pp: 1234–1255.
- Latourette, Kenneth Scott. Christianity in a Revolutionary Age, I: The Nineteenth Century in Europe: Background and the Roman Catholic Phase (1959); Christianity in a Revolutionary Age, II: The Nineteenth Century in Europe: The Protestant and Eastern Churches (1959); Christianity in a Revolutionary Age, IV: The Twentieth Century in Europe: The Roman Catholic, Protestant, and Eastern Churches (1959); multiple chapters on Germany.
- Roper, Lyndal and R. W. Scribner. Religion and Culture in Germany:(1400-1800) (Brill, 2001) online.
- Scribner, Robert W., and C. Scott Dixon. German Reformation (Palgrave Macmillan, 2003).
- Smith, Helmut Walser, ed. Protestants, Catholics and Jews in Germany, 1800–1914 (Bloomsbury Academic, 2001).
- Spohn, Willfried. "Religion and Working-Class Formation in Imperial Germany 1871–1914." Politics & Society 19#1 (1991): 109–132.
- Tal, Uriel. Christians and Jews in Germany: religion, politics, and ideology in the Second Reich, 1870–1914 (Cornell U.P. 1975).
- Thériault, Barbara. "Conservative Revolutionaries": Protestant and Catholic Churches in Germany after Radical Political Change in the 1990s (2004); focus on merger of GDR after 1990.